# Ano a ne
Ano a ne je kniha Ferdinanda Peroutky z roku 1932. Formou úvah a kritiky se zde autor zabývá portréty devíti osobností u nichž zkoumal, zda by mohli být vůdci i ve 30. létech 20. století. Hodnocení autora „ano“ nebo „ne“ se promítlo do názvu knihy.

## Kapitoly
- Moderní doba a prospěch z Goetha. Zájmová osobnost: Johann Wolfgang von Goethe (strana 9 – 30)
- Jaký byl Havlíček. Zájmová osobnost: Karel Havlíček Borovský (strana 33 – 90)
- Zanedlouho po Tolstém. Zájmová osobnost: Lev Nikolajevič Tolstoj (strana 93 – 107)
- Nikoliv nepřítel. Zájmová osobnost: Friedrich Nietzsche (strana 111 – 151)
- Ponurý Eros. Zájmová osobnost: Sigmund Freud (strana 155 – 165)
- O příbuznosti s Otakarem Březinou. Zájmová osobnost: Otokar Březina (strana 169 – 183)
- Lenin. Zájmová osobnost: Vladimir Iljič Lenin (strana 187 – 197)
- Čím je nám Chesterton. Zájmová osobnost: Gilbert Keith Chesterton (strana 201 – 258)[1]
- Masarykova osobnost. Zájmová osobnost: Tomáš Garrigue Masaryk (strana 261 – 285)

## Synopse
Kniha je souborem úvah, kritik nauk a portrétu výše uvedených osobností. Příklad Peroutkova hodnocení: NE – Vladimir Iljič Lenin; ANO – Tomáš Garrigue Masaryk.